# Dubnica (Sjenica)
Pour les articles homonymes, voir Dubnica.
Dubnica (en serbe cyrillique : Дубница) est un village de Serbie situé dans la municipalité de Sjenica, district de Zlatibor. Au recensement de 2011, il comptait 485 habitants.

## Démographie
| 1948 | 1953 | 1961 | 1971 | 1981 | 1991 | 2002 | 2011 |
| ---- | ---- | ---- | ---- | ---- | ---- | ---- | ---- |
| 424  | 471  | 475  | 449  | 453  | 386  | 380  | 485  |

|  |